# Christian "CK" Kruel
Christian "C.K." Kruel (Rio de Janeiro, 18 de dezembro de 1978) é um jogador profissional de pôquer brasileiro.

## Biografia
Christian é considerado um dos pioneiros do poker brasileiro a se lançar nesse mercado como jogador e sem dúvida, ainda hoje, é o brasileiro que possui mais experiência nesse meio. Isso sem contar as inúmeras conquistas no online que fizeram dele um dos jogadores mais respeitados em todos os sites em que joga.
No ano de 2010 conseguiu o principal título da sua carreira ao vencer a etapa do Rio de Janeiro do BSOP.  Atualmente está envolvido em outros projetos fora do poker.

## Principais resultados

### Torneios ao vivo
| Ano  | Local          | Torneio                                      | Entrada (Buy-in) | Posição | Prêmio   |
| ---- | -------------- | -------------------------------------------- | ---------------- | ------- | -------- |
| 2008 | Uruguai        | Grande Final Sulamericana no Conrad Casino   | $2.500           | 3º      | $135.000 |
| 2005 | Bahamas        | PCA - WPT Main Event                         | $7.800           | 8º      | $91.700  |
| 2010 | Brasil         | BSOP: Rio de Janeiro - Main Event            | R$1.000          | 1º      | $76.930  |
| 2005 | Estados Unidos | Third Annual Five-Star World Poker Classic   | $2.000           | 4º      | $35.255  |
| 2009 | Inglaterra     | WSOPE - Main Event                           | £10.000          | 30º     | $34.855  |
| 2011 | Estados Unidos | WSOP 2011 - Triple Chance                    | $5.000           | 18º     | $31.679  |
| 2005 | Estados Unidos | 2005 L.A. Poker Classic                      | $1.455           | 4º      | $26.539  |
| 2011 | Estados Unidos | WSOP 2011 - Main Event                       | $10.000          | 650º    | $19.359  |
| 2010 | Bahamas        | EPT - PCA 2010 - Main Event                  | $10.000          | 221º    | $15.000  |
| 2006 | Estados Unidos | World Poker Tour - WPT Bay 101 Shooting Star | $10.000          | 40º     | $15.000  |

* Premiações acima de $15.000

### Torneios online
Fonte: PokerStake
| Data     | Local           | Torneio                                                                | Entrada (Buy-in) | Posição | Prêmio   |
| -------- | --------------- | ---------------------------------------------------------------------- | ---------------- | ------- | -------- |
| Set/2008 | PokerStars      | WCOOP-20: $1,050 NL Hold'em, $3M guaranteed                            | $1.050           | 4º      | $178.551 |
| Jan/2010 | PokerStars      | Sunday 500 [$500,000 guaranteed]                                       | $530             | 2º      | $94.020  |
| Ago/2008 | PokerStars      | $530 NL Hold'em [$500, 000 guaranteed]                                 | $530             | 2º      | $66.450  |
| Dez/2009 | PokerStars      | The Super Tuesday [$250,000 guaranteed]                                | $1.050           | 1º      | $61.145  |
| Jul/2008 | PokerStars      | $109+R NL Hold'em                                                      | $109+R           | 1º      | $52.450  |
| Ago/2015 | PokerStars      | $1,050 Super Tuesday, $350K Gtd                                        | $1.050           | 4º      | $32.505  |
| Out/2012 | PokerStars      | $109+R Sunday Rebuy [$225K Gtd]                                        | $109+R           | 3º      | $31.970  |
| Abr/2010 | Full Tilt Poker | $125,000 Guarantee (Rebuy)                                             | $100             | 2º      | $30.861  |
| Set/2013 | PokerStars      | The Big $109, $80K Gtd                                                 | $109             | 1º      | $26.429  |
| Dez/2009 | PokerStars      | $109 NL Hold'em [1R1A, turbo, $25,000 guaranteed]                      | $109+R           | 2º      | $25.298  |
| Fev/2008 | PokerStars      | $55+R NL Hold'em                                                       | $55+R            | 1º      | $23.868  |
| Dez/2009 | ultimate bet    | $75K GTD                                                               | $100             | 1º      | $22.958  |
| Ago/2009 | partypoker      | $80K Gtd High Roller                                                   | $530             | 1º      | $22.954  |
| Mar/2009 | Full Tilt Poker | $33,000 Guarantee (1r+1a)                                              | $100             | 1º      | $21.991  |
| Out/2013 | PokerStars      | The Big $162, $75K Gtd                                                 | $162             | 1º      | $20.974  |
| Mar/2008 | PokerStars      | $215 NL Hold'em [Heads-up matches]                                     | $215             | 1º      | $19.700  |
| Dez/2015 | PokerStars      | $1,050 Thursday Thrill [Progressive Super-Knockout], $450K Gtd         | $1.050           | 4º      | $19.360  |
| Out/2010 | PokerStars      | $215 Sunday Million [$1.5M Guaranteed]                                 | $215             | 8º      | $18.375  |
| Ago/2020 | GGPoker         | High Rollers Sunday Cooldown $1K                                       | $1.000           | 1º      | $18.236  |
| Mai/2010 | PokerStars      | $204 NLHE [Hyper-Turbo, $75,000 Guaranteed]                            | $204             | 1º      | $17.708  |
| Dez/2009 | PokerStars      | $109+R NL Hold'em [$150,000 guaranteed]                                | $109+R           | 4º      | $17.464  |
| Fev/2008 | PokerStars      | $109+R NL Hold'em                                                      | $109+R           | 2º      | $16.420  |
| Set/2011 | PokerStars      | WCOOP 2nd Chance 41: $1,050 NL Hold'em [Heads-Up]                      | $1.050           | 3º      | $15.700  |
| Jun/2016 | PokerStars      | $700 Super-Sized Sunday [Progressive KO], $175K Gtd - Guarantee Boost! | $700             | 3º      | $15.669  |
| Set/2012 | PokerStars      | $109 Sunday Kickoff [$100K Gtd]                                        | $109+R           | 3º      | $15.057  |

* Premiações acima de $15.000